# Aleksandar Indjić
Pour les articles homonymes, voir Indjić.
Aleksandar Indjić est un joueur d'échecs serbe né le 24 août 1995. Grand maître international depuis 2013, il a remporté le championnat de Serbie d'échecs à quatre reprises et le championnat d'Europe en 2024.
Au 1er mars 2025, il est le numéro deux serbe et le 80e joueur mondial avec un classement Elo de 2 651 points.

## Biographie et carrière

### Tournois individuels
Aleksandar Indjić a remporté le championnat de Serbie d'échecs à quatre reprises en 2014, 2018, 2020 et 2023.
En 2024 il remporte le championnat d'Europe d'échecs individuel avec le score de 9/11.

### Coupes du monde
Il a participé aux coupes du monde d'échecs de 2021 et 2023.
| Année | Lieu   | Résultat      | Ultime adversaire | Adversaires battus |
| ----- | ------ | ------------- | ----------------- | ------------------ |
| 2021  | Sotchi | deuxième tour | Saleh Salem       | Luka Drašković     |
| 2023  | Bakou  | deuxième tour | Étienne Bacrot    | Amir Zaibi         |

### Compétitions par équipe
Indjić a représenté la Serbie lors des olympiades depuis 2014, ainsi que des championnats d'Europe par équipe de 2013 et 2017.
Lors de l'olympiade d'échecs de 2016, il a remporté la médaille de bronze au quatrième échiquier de l'équipe de Serbie.